# Dialetto ampezzano
L'ampezzano (anpezan) è un dialetto della lingua ladina appartenente al gruppo reto-romanzo della famiglia delle lingue indoeuropee. È parlato a Cortina d'Ampezzo.

## Descrizione
L'ampezzano si distingue dalle altre varianti del ladino dolomitico per una certa influenza della lingua veneta, subita a causa della vicinanza al Cadore. L'ente che ne sorveglia  l'uso e lo studio è l'Union de i Ladis de Anpezo.
Le prime opere composte in questo idioma risalgono al XIX secolo, ed il primo esempio letterario completo giunto fino a noi è datato 1832. La maggior parte delle opere di questo periodo è redatta in forma di satire (canzos) per ricordare eventi o personaggi. 
È a partire dagli anni '20 del XX secolo che l'interesse per l'ampezzano va aumentando, così come la varietà di forme letterarie in cui si manifesta (liriche, racconti, articoli...) In seguito a tale interessamento vengono curate decine di pubblicazioni, tra le quali possiamo ricordare le varie grammatiche ed i vocabolari, nonché i numerosi compendi di poesia vernacolare.

## Esempio
Pare nosc che te stas su inze l ziel,
che see fato santo l To gnon,
che viene l To regno,
che see fato chel che te vos Tu
tanto inze l ziel ca su ra tèra.
Dame ancuoi l pan de ogni dì
e aboneme ra nostra debites
cemodo che nos res abonon ai nostre debitore.
No stà a me fei zede a ra tentazios,
ma delibereme dal mal.
E che ra see coscita.»
(Traduzione recente del Padre Nostro)